# Cẩm Châu (phường)
Cẩm Châu là một phường thuộc thành phố Hội An, tỉnh Quảng Nam, Việt Nam.

## Địa lý
Phường Cẩm Châu nằm ở trung tâm thành phố Hội An, có vị trí địa lý:
- Phía đông giáp xã Cẩm Thanh
- Phía tây giáp phường Tân An và phường Sơn Phong
- Phía nam giáp phường Cẩm Nam
- Phía bắc giáp phường Cẩm An và phường Cửa Đại.

Phường Cẩm Châu có diện tích 5,7 km², dân số năm 2019 là 12.740 người, mật độ dân số đạt 2.235 người/km².

## Hành chính
Phường Cẩm Châu được chia thành 6 khối phố: An Mỹ, Sơn Phô I, Sơn Phô II, Thanh Nam, Thanh Tây, Trường Lệ.